# Rhyacophila drosampa
Rhyacophila drosampa är en nattsländeart som beskrevs av Schmid 1970. Rhyacophila drosampa ingår i släktet Rhyacophila och familjen rovnattsländor. Inga underarter finns listade i Catalogue of Life.